# Laemanctus
Laemanctus es un género de lagartos de la familia Corytophanidae.

## Especies
El género consiste en dos especies conocidas con seis subespecies:
- Laemanctus longipes (Lemacto coludo)

- Laemanctus longipes longipes (Wiegmann, 1834)
- Laemanctus longipes deborrei (Boulenger, 1877)
- Laemanctus longipes waltersi (Schmidt, 1933)

- Laemanctus serratus (Lemacto coronado, Lagartija de casco, Iguana de morrión serrado)

- Laemanctus serratus alticoronatus (Cope, 1866)
- Laemanctus serratus mccoyi (Pérez-Higareda & Vogt, 1985)
- Laemanctus serratus serratus (Cope, 1864)